# Olmedo (Italia)
Olmedo (S'Ulumedu in sardo, Urumeddu in sassarese) è un comune italiano di 4 214 abitanti della città metropolitana di Sassari in Sardegna.

## Geografica fisica

### Territorio
Si estende su un territorio di circa 34 km² ed è adagiato su una zona collinosa ai piedi del Monte Rosso, a circa 69 metri sul livello del mare.

## Origini del nome
Il nome del paese è ascrivibile all'incrocio dei termini Ulimu ("olmo") e Ulmetum ("olmeto", "foresta di olmi"), di derivazione, rispettivamente, nuragica e latina, in virtù della cospicua presenza, prima dello sviluppo urbano, di olmi, dei quali ancora oggi si possono ammirare alcuni esemplari. 

## Storia

### Preistoria
Il territorio è abitato dall'uomo sin dal periodo prenuragico e nuragico.

### Dal medioevo ad oggi

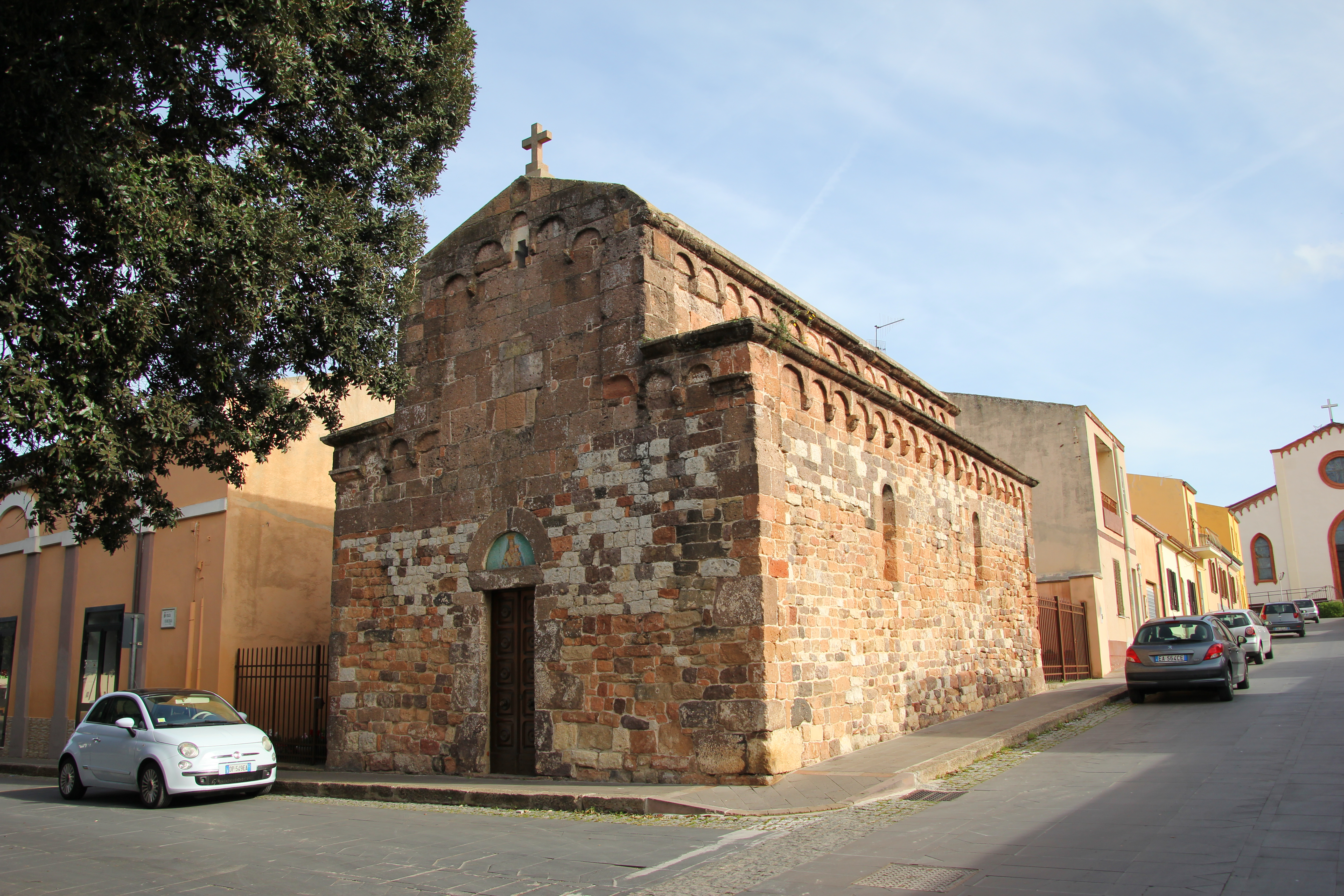
Chiesa di Nostra Signora di Talia

Ulumetu, piccolo borgo, ma capoluogo di curatoria, facente parte del Giudicato di Torres. Così il Condaghe di Silki, registro religioso del XIII secolo, ci riporta le antiche vestigia di Olmedo, testimoniandone, fin dai tempi remoti, l'esistenza e il ruolo assunto, quale importante centro amministrativo nell'assetto istituzionale dell'epoca. In questo periodo, le poche fonti bibliografiche delineano un paese caratterizzato da lotte intestine per il suo possesso. Durante il XIV secolo il borgo fu, infatti, coinvolto e conteso nella sanguinosa guerra che i Doria, uniti da un forte legame parentale alla casata dei Torres, combatterono, a partire dal 1325, dapprima con la Corona d'Aragona e, successivamente, col Giudicato di Arborea, che lo conquistò stabilmente nel 1336. 
Successivamente dominato dagli aragonesi, divenne ben presto un feudo, passando di mano in mano a diversi signori locali.
Il 1540 segnò una svolta storica per il paese, che fu saccheggiato e devastato per mano dei saraceni, le cui numerose incursioni infestavano all'epoca gran parte della Nurra. Forse a causa di questa ferale circostanza gran parte delle testimonianze di quel periodo andarono irrimediabilmente perdute. La ricostruzione fu pressoché immediata per opera dell'allora signore della villa, Giacomo Mercer. Tramite grandi spese riparò molti danni e costruì nuove opere di difesa per salvare il comune da altre potenziali invasioni.  Ai primi del XVII secolo, nel 1603, Olmedo — ormai insicuro e soggetto ai frequenti attacchi dei pirati — si spopola e conta appena nove fuochi, ovvero una quarantina di abitanti circa. Con gli Amat, che detennero il potere per circa un secolo, inizia un lento ma inesorabile incremento demografico. Facente parte della Provincia di Alghero dal 1821 al 1848 il paese di Olmedo, dopo l'abolizione delle province, entra a far parte della divisione amministrativa di Sassari per diventarne parte integrante nel 1859.
Negli ultimi anni il paese sta vivendo un intenso sviluppo edilizio, dovuto principalmente al trasferimento di un certo numero di famiglie dai centri urbani di Sassari ed Alghero, in cerca di affitti e residenze a costi accessibili.

### Simboli
Lo stemma e il gonfalone del comune di Olmedo sono stati concessi con decreto del presidente della Repubblica del 4 febbraio 1993.
Il gonfalone è un drappo partito di verde e di bianco.

## Monumenti e luoghi di interesse

### Siti archeologici

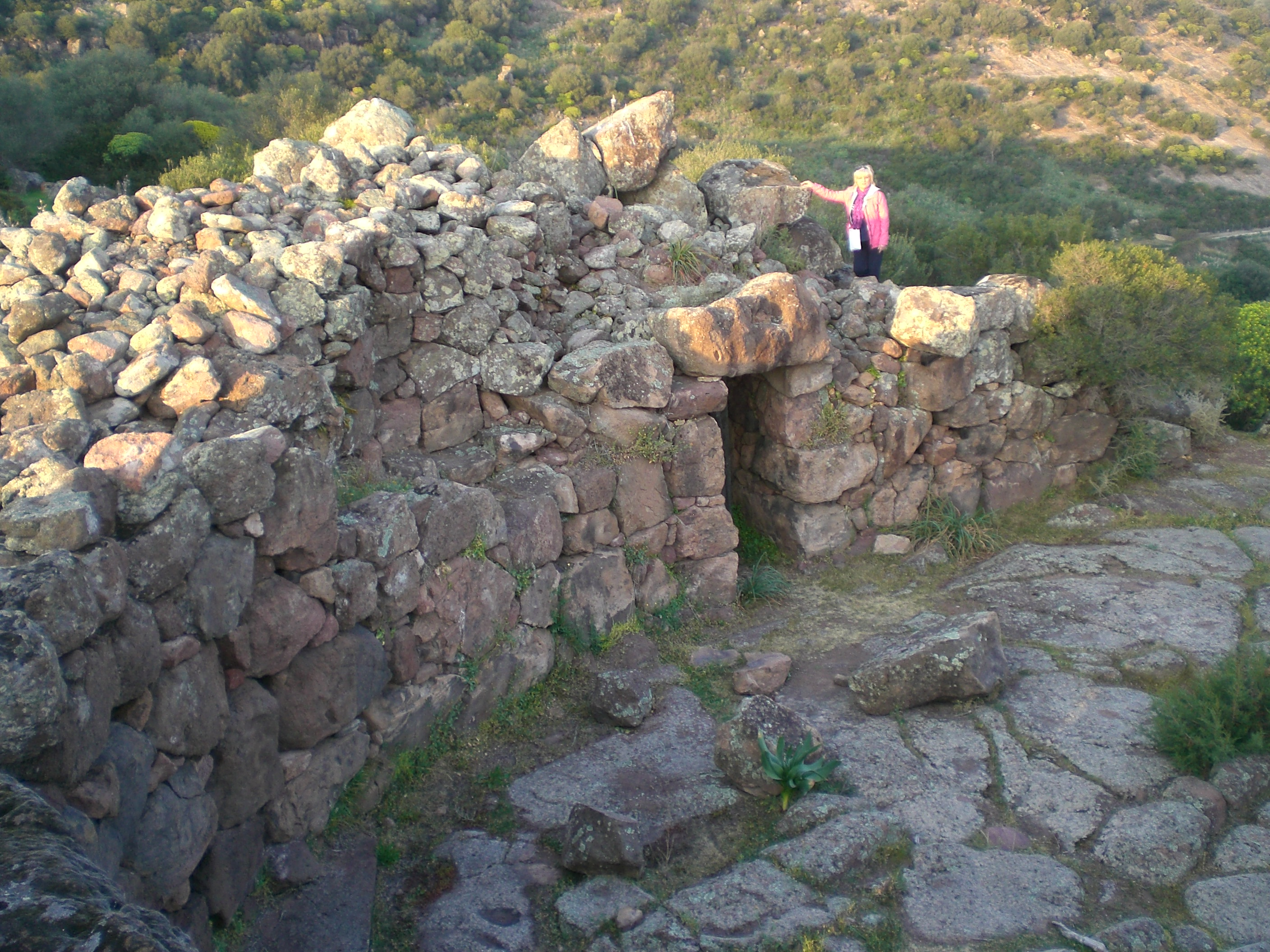
Il complesso prenuragico di monte Baranta

Nel territorio del comune di Olmedo sono presenti oltre venticinque nuraghi. Tra i monumenti più importanti si registrano:
- il villaggio prenuragico e la muraglia megalitica di Monte Baranta
- il nuraghe Su Casteddu
- il nuraghe Talia, con annesse terme romane
- il nuraghe Sa femina
- il nuraghe Mannu
- il nuraghe Masala
- Pozzo o fonte sacra "Puttu piogosu"

## Società

### Evoluzione demografica
Abitanti censiti

### Lingua e dialetti
La lingua parlata ad Olmedo è una variante del sardo logudorese, caratterizzata dalla peculiare pronuncia dei gruppi consonantici -lt, -st, -rt, -lz, -rc, -sc, totalmente comune solo a pochi altri paesi, come Uri e Usini, sullo stampo della fonetica del sassarese. Il modo particolare con cui gli olmedesi pronunciano i gruppi consonantici suddetti, infatti, è da ascrivere alla forte influenza esercitata dalla vicina città di Sassari, capoluogo di provincia.

## Economia

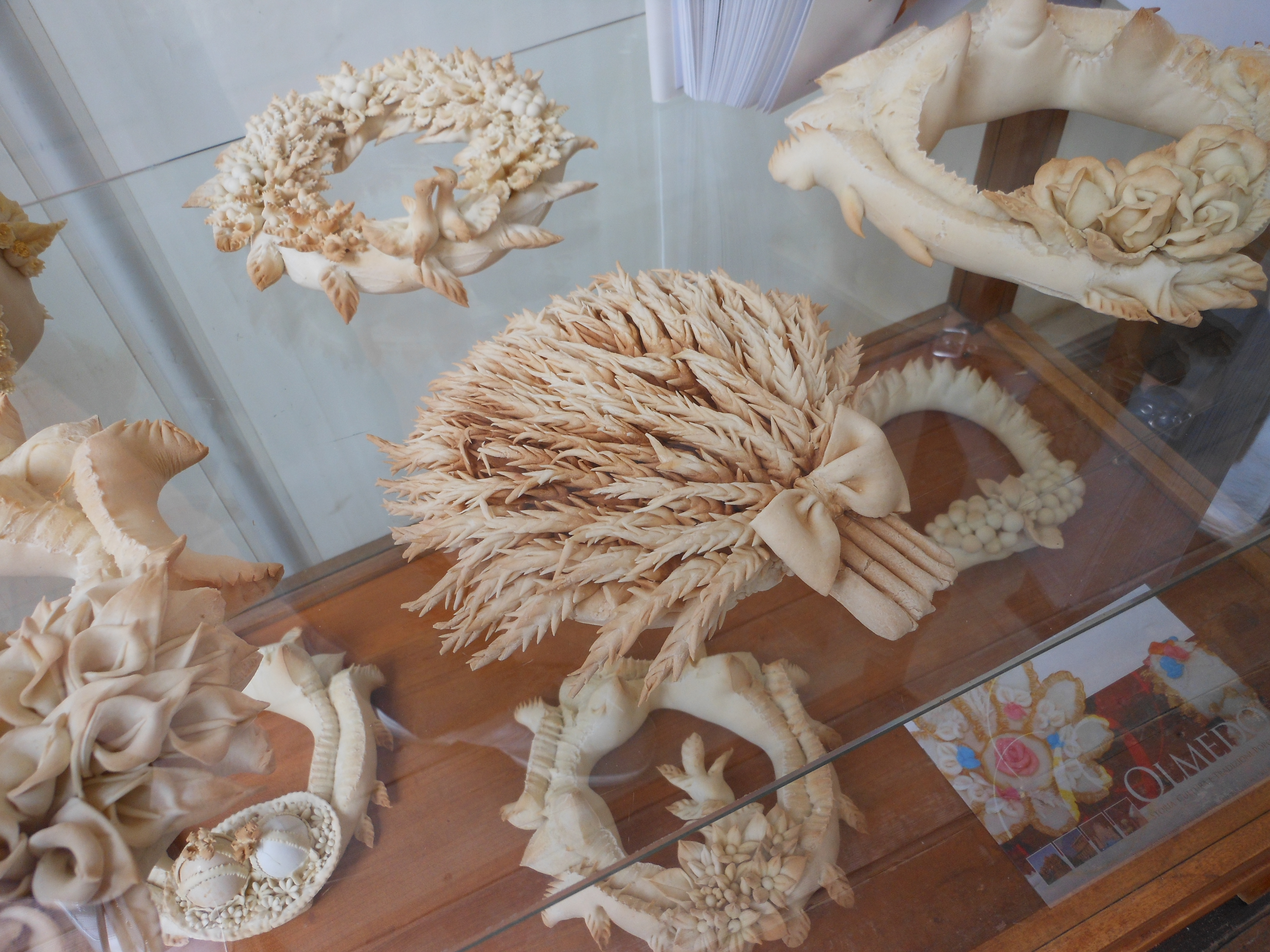
Pani artistici di Olmedo

Oltre alle tradizionali attività economiche legate all'allevamento e all'agricoltura, Olmedo è un importante centro minerario: infatti, nel comune è localizzata - unica attiva in Sardegna - una miniera di bauxite, materia prima estratta principalmente per l'industria metallurgica di Portovesme, nel Sulcis, per la produzione dell'alluminio.

## Infrastrutture e trasporti

### Strade
Sulla SS 291 della Nurra è presente uno svincolo per Olmedo.

### Ferrovie
Olmedo è servita dal 1889 dalla omonima stazione situata lungo la ferrovia Sassari-Alghero, ed è collegata dai treni dell'ARST con le due città capolinea.

## Amministrazione
| Periodo         | Periodo         | Primo cittadino      | Partito                             | Carica  | Note   |
| --------------- | --------------- | -------------------- | ----------------------------------- | ------- | ------ |
| 6 giugno 1993   | 27 aprile 1997  | Mario Pinna          | lista mista di sinistra             | Sindaco | [ 7 ]  |
| 27 aprile 1997  | 13 maggio 2001  | Mario Pinna          | Sinistra                            | Sindaco | [ 8 ]  |
| 13 maggio 2001  | 28 maggio 2006  | Luigi Ruiu           | lista civica                        | Sindaco | [ 9 ]  |
| 28 maggio 2006  | 15 maggio 2011  | Luigi Ruiu           | lista civica                        | Sindaco | [ 10 ] |
| 15 maggio 2011  | 5 giugno 2016   | Marcello Diez        | lista civica "Progetto Olmedo 2011" | Sindaco | [ 11 ] |
| 6 giugno 2016   | 11 ottobre 2021 | Mario Antonio Faedda | lista civica "Olmedo Domani"        | Sindaco | [ 12 ] |
| 11 ottobre 2021 | in carica       | Mario Antonio Faedda | lista civica "Olmedo domani"        | Sindaco | [ 13 ] |

### Gemellaggi
- Olmedo
- Limena

## Sport

### Baseball
Dal 1997 esiste la squadra di baseball rappresentante il paese, la Los Amigos Olmedo Baseball, che milita nel campionato nazionale di serie B.

### Basket
È presente la società di basket Centro Olmedo Basket che dalla fine del ventesimo secolo partecipa ai campionati giovanili sia maschili che femminili regionali; fiore all'occhiello è la squadra femminile che partecipa al Campionato di serie B2 regionale e che per alcuni anni ha partecipato anche ai Campionati nazionali di serie B1.

### Calcio
Presente nel comune la GSD Olmedo, società calcistica militante nella stagione 2015/2016 nel girone E sardo di 1ª Categoria. I colori sociali sono il bianco ed il verde.